# Nunatak Stojkij
Der Nunatak Stojkij (englische Transkription von russisch Нунатак Стойкий Nunatak Stoiki, deutsch ‚Robuster Nunatak‘) ist ein Nunatak im ostantarktischen Mac-Robertson-Land. Er ragt im Zentrum der Manning-Nunatakker auf.
Russische Wissenschaftler benannten ihn.